# Erythroxylum bradeanum
Erythroxylum bradeanum es una especie de planta perteneciente a la familia Erythroxylaceae. Se distribuye en Brasil.

## Taxonomía
Erythroxylum bradeanum fue descrita por el botánico alemán Otto Eugen Schulz y la descripción publicada en Notizblatt des Botanischen Gartens und Museums zu Berlin-Dahlem 11: 722 en 1933.